# 이단 (1896년)
이단(李團, 일본식 이름: 松本天雄마쓰모토 다카오, 松本明宰마쓰모토 메이사이, 松本朋辛마쓰모토 도모신, 1896년 9월 5일 ~ ?)은 일제강점기와 대한민국의 천도교 지도자로, 본적은 서울특별시 종로구 명륜동2가이다. 다른 이름으로 이성삼(李成三)이 있다.

## 생애
한성부 출신으로 한학을 공부하고 고등교육도 받았다. 이후 교사와 기자 등 몇 가지 직업을 거쳐 천도교 지도자로 활동하였다. 천도교가 후원하여 발행하는 잡지 《개벽》의 평양지사장을 맡았으며, 천도교청년당 중앙위원과 천도교 종무원장을 지냈다.
천도교 파벌로는 구파로도 분류되나, 천도교청년당에 참여하는 등 최린의 신파 계열과 가까웠다. 일제 강점기 말기에 중일 전쟁에 협력하는 국민정신총동원천도교연맹에서 이사를 지냈다. 1940년에 천도교가 도령 이인숙 명의로 천도교 신자들에게 시국인식을 철저히 하고 총후봉공에 정성껏 다할 것을 당부하는 성명서를 발표했을 때, 천도교 간부로서 이 성명서의 발신자 중 한 명이었다.
태평양 전쟁 종전 후에는 우익 계열에서 활동하였다. 천도교청우당 중앙상임위원을 지냈고, 천도교 기관지 《신인간》 주간을 역임했다. 제1공화국에서 《대한민국건국십년지》를 편찬할 때 집필위원으로 활동하였다.
2008년 공개된 민족문제연구소의 친일인명사전 수록예정자 명단 중 천도교 부문에 선정되었으며 2009년 친일반민족행위진상규명위원회가 발표한 친일반민족행위 705인 명단에도 포함되었다.

## 같이 보기
- 국민정신총동원천도교연맹

## 참고자료
- 이단(李團) - 국사편찬위원회